# Rotwand (Jachenau)
Die Rotwand ist ein 1104 m ü. NHN hoher Berg in den Bayerischen Voralpen im Isarwinkel. Der Berg befindet sich in der oberbayerischen Gemeinde Jachenau (Landkreis Bad Tölz-Wolfratshausen). 
Er erhebt sich mit einer markanten Nordwand über dem Tal der Jachenau beim Weiler Höfen zwischen Staffel im Westen und dem Rauchenberg im Osten.
Auf der Westseite bei der Grabenalm befindet sich die so genannte Rotwandaussicht, ein Aussichtspunkt in die westliche Jachenau.
Der eigentlich höchste Punkt dagegen befindet sich weiter östlich am Grat und ist bewaldet.

## Galerie

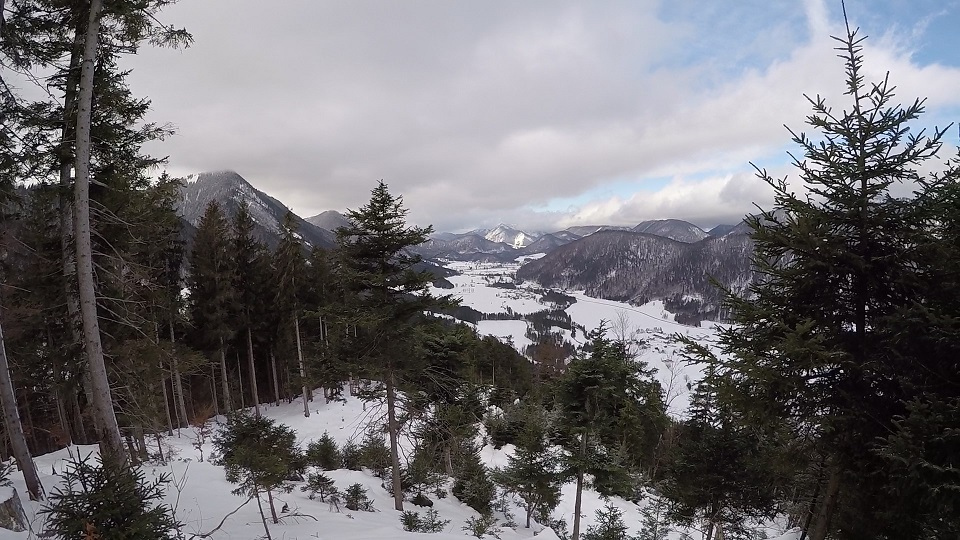
Aussichtspunkt Rotwandaussicht